# Heptaleen
Heptaleen is een bicyclische niet-aromatische verbinding met als brutoformule C12H10. De structuur bestaat uit twee gefuseerde cycloheptatrieenringen. Door het feit dat het systeem niet vlak is en dat het aantal gedelokaliseerde elektronen 12 bedraagt (en daarmee niet aan de regel van Hückel voldoet) is deze verbinding niet-aromatisch.